# ایست سن‌گابریل (کالیفرنیا)
ایست سن‌گابریل (به انگلیسی: East San Gabriel) یک منطقهٔ مسکونی در ایالات متحده آمریکا است که در شهرستان لس‌آنجلس، کالیفرنیا واقع شده‌است. ایست سن‌گابریل ۴٫۰۷۹ کیلومتر مربع مساحت و ۱۴٬۸۷۴ نفر جمعیت دارد و ۱۱۵ متر بالاتر از سطح دریا واقع شده‌است.